# قبایل مجاری

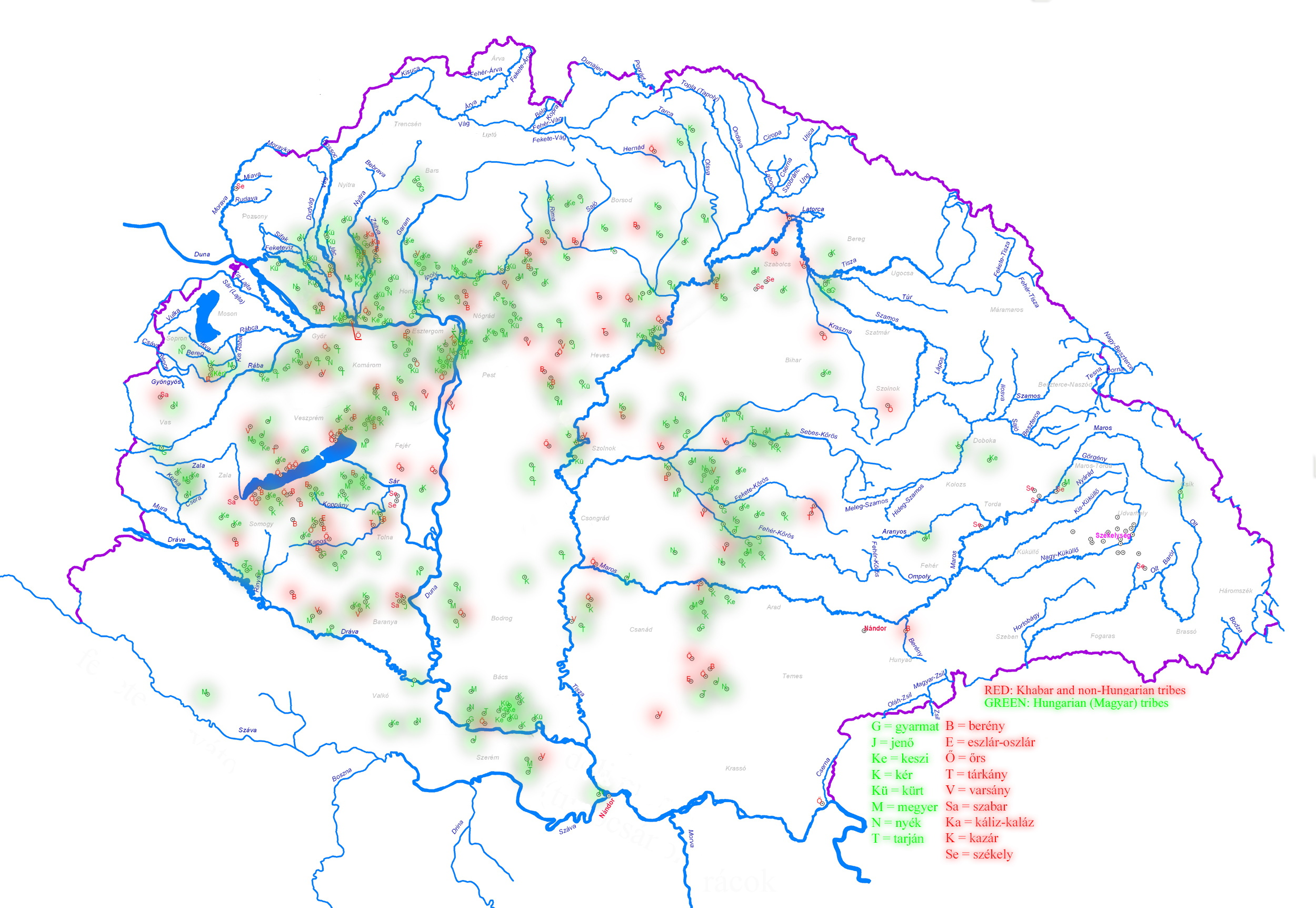
ظهور اسامی قبایل مجار در اسامی سکونتگاه‌ها. این نشان می‌دهد که مجارهای وارد شده در کجا در میان مردمان دیگر زندگی می‌کردند و در بازسازی محل اسکان قبایل ورودی کمک کرد.

قبایل مجاری یا مجغری (‎/ˈmæɡjɑːr/‎ MAG-yar) یا قبایل مجارستانی (مجاری: magyar törzsek) واحدهای سیاسی بودند که مجارها (مگیارها) در چارچوب آنها زندگی می‌کردند، تا اینکه این قبیله‌ها از منطقه کوه‌های اورال اواخر قرن نهم به حوزه کارپات حمله کردند (فتح مجارستان بر حوضه کارپات) و متعاقباً تحت حکومت شاهزاده مجارستان تأسیس شدند.

## ریشه نام
نام قومی اتحاد قبیله ای مجارستان نامشخص است. بر اساس یک دیدگاه، بنا بر توصیف کتاب لاتینی اعمال هنگریاییها، فدراسیون به نام «هتوموگر» (هفت مگیار) «هفت شاهزاده که هفت مجار نامیده می‌شوند») نامگذاری شد. «مگیار» احتمالاً از نام برجسته‌ترین قبیله مجاری به نام «Megyer» گرفته شده‌است. نام قبیله ای «مگیر» با اشاره به کل مردم مجارستان به «مگیار» تبدیل شد. منابع مکتوب، مجارها را قبل از فتح حوضه کارپات، زمانی که هنوز در استپ‌های اروپای شرقی زندگی می‌کردند، «مجارستانی» می‌نامیدند (در سال ۸۳۷ «اونگری» که توسط جورجیوس موناخوس ذکر شده‌است، در سال ۸۶۲ «اونگری» توسط آنالس برتینیانی، در سال ۸۸۱ «اونگری» توسط آنالس اکسانالیبوس لووابنسیبوس). اصطلاح انگلیسی «Hungary» مشتق شده از اشکال لاتین «Ungri» یا «Ungari» است.

## تاریخچه

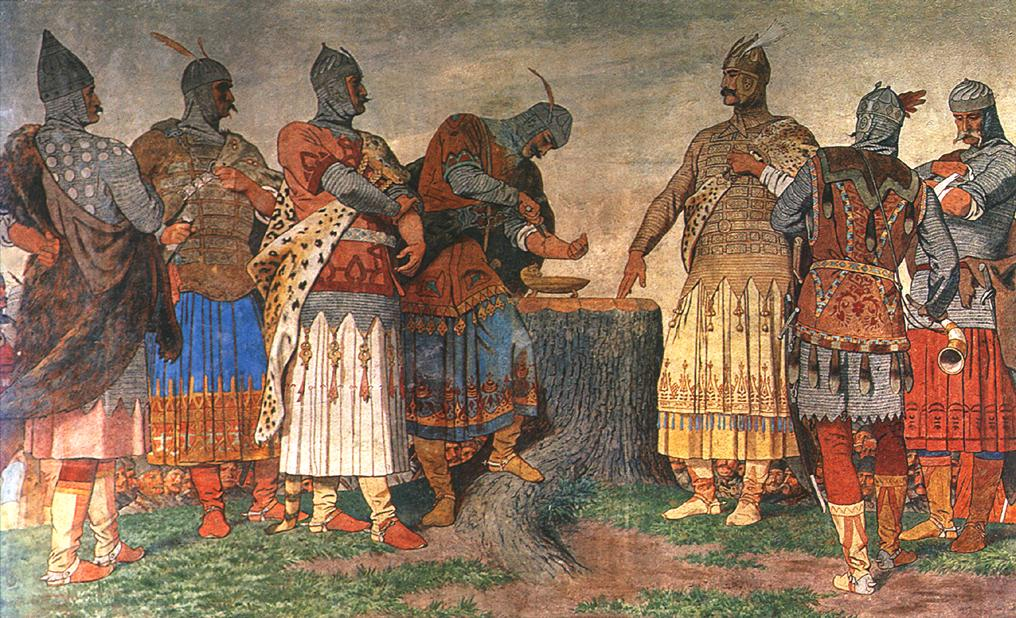
سوگند خون در اتلکوز.

به گفته آندراش رونا تاس، محلی که مجارها، گروه Manicha-Er، در آن ظهور کردند، بین رودخانه ولگا و کوه‌های اورال بود. بین قرن‌های ۸ و ۵ قبل از میلاد، مجارها وجود مستقل خود را آغاز کردند و دوره اولیه زبان اولیه مجارستانی آغاز شد.
در حدود ۸۳۰ پس از میلاد، زمانی که آلموس، شاهزاده بزرگ آینده مجارستان، حدود ۱۰ سال داشت، هفت قبیله مرتبط (جنو، کر، کزی، کورت-گیارمات ، Megyer), Nyék و Tarján) یک کنفدراسیون در اتلکوز به نام «Hétmagyar» («هفت مگیار») تشکیل دادند. رهبران آنها، هفت رؤسای مجارستان، علاوه بر آلموس، شامل آلود، آوند، کوند، تاس، هوبا و توهوتوم بودند که سوگند خون خوردند و به آلموس وفاداری ابدی سوگند یاد کردند. احتمالاً قبایل مجاری از ۱۰۸ قبیله تشکیل شده بودند.
کنفدراسیون قبیله‌ها احتمالاً توسط دو شاهزاده عالی رهبری می‌شد: کنده (حاکم معنوی آنها) و گیولا ( رهبر نظامی آنها). شاهزادگان یا توسط رهبران قبایل انتخاب می‌شدند یا توسط خاقان خزرها که بر مجاریان نفوذ داشتند منصوب می‌شدند. در حدود سال ۸۶۲ میلادی هفت قبیله از خزرها جدا شدند.
پیش از ۸۸۱ پس از میلاد، سه قبیله ترک بر ضد حکومت خاقان خزرها شورش کردند، اما سرکوب شدند. پس از شکست، امپراتوری خزر را ترک و داوطلبانه به کنفدراسیون هتماگیار پیوستند. این سه طایفه در یک قبیله به نام کبر سازماندهی شدند و بعدها در عملیات نظامی مشترک کنفدراسیون نقش پیشاهنگ و گارد عقب را ایفا کردند. پیوستن این سه قبیله به هفت قبیله قبلی، On-ogur (ده تیر) را ایجاد کرد، که یکی از ریشه‌های احتمالی نام مجارستانی است.

## سازمان اجتماعی
ساختار اجتماعی مجارها منشأ ترکی داشت.